# 연말연시
연말연시(年末年始, 문화어: 년말년시)는 한 해의 마지막과 첫 부분을 함께 부르는 말이다. 일반적으로 한 해의 마지막은 연말(年末, 문화어: 년말), 한 해의 처음은 연초(年初, 문화어: 년초) 또는 연시(年始, 문화어: 년시)라고 부른다. 영어 표현으로는 크리스마스 시즌(영어: Christmas season) 또는 홀리데이 시즌(holiday season)이라고 하며, 11월부터 2월까지의 기간이 해당된다.

## 인사

### Merry Christmas / Happy Christmas
Merry Christmas (메리 크리스마스)와 Happy Christmas (해피 크리스마스)는 크리스마스를 축하하기 위해 사용되는 인사이다.

### Happy New Year
묵은 해를 보내고 새해를 맞이한다는 의미에서 Happy New Year라는 새해 인사말을 한다.

## 같이 보기
- 계절성 정동 장애